# Howella sherborni
Howella sherborni is een straalvinnige vissensoort uit de familie van zaagbaarzen (Percichthyidae). De wetenschappelijke naam van de soort is voor het eerst geldig gepubliceerd in 1930 door John Roxborough Norman als Rhectogramma sherborni. De typelocatie van de soort ligt in het oosten van de Atlantische Oceaan tegenover Zuid-Afrika, ca. 34° zuiderbreedte en 17° oosterlengte.